# Peter-Pan-Syndrom
Peter-Pan-Syndrom ist der Titel eines Buches des amerikanischen Familientherapeuten Dan Kiley. Dieser schreibt darin populärwissenschaftlich über „Männer, die nie erwachsen werden“ (Untertitel des Buches). Das Anfang der 1980er Jahre auch auf Deutsch erschienene Ratgeberbuch erfreute sich großer Popularität. Der Begriff „Peter-Pan-Syndrom“ blieb populär für die Bezeichnung unangemessen kindlicher Verhaltensmuster bei Männern.
Mittlerweile fand der Begriff auch Eingang in die Wissenschaft. So zählt der US-amerikanische Wissenschaftler John J. Ratey (Professor für Psychiatrie an der Harvard Medical School) das „Peter-Pan-Syndrom“ mit zu bestimmten Gehirnabweichungen, die er „Schatten-Syndrome“ nannte. Darüber berichtete Ratey auch gemeinsam mit Catherine Johnson in dem 1998 herausgegebenen Fachbuch Shadow Syndromes: The Mild Forms of Major Mental Disorders That Sabotage Us.

## Das Syndrom
Kiley beschreibt sechs Symptome des Peter-Pan-Syndroms, wobei er die Begriffe „Syndrom“ und „Symptom“ zwar der klinischen Psychologie entlehnt, sie aber in seinem eigenen populärwissenschaftlichen Stil gebraucht und beschreibt:
1. Verantwortungslosigkeit: Der Betreffende drückt sich vor seinen Pflichten. Er verlacht unbekümmert die geltenden Regeln, schiebt die Erledigung von Aufgaben vor sich her. Spaß und Abneigung gegen Selbstdisziplin sind sein Credo. Nie sucht er die Schuld an Misserfolgen bei sich selbst. Dank blühender Fantasie kann er sich  zum Tagträumer entwickeln.
2. Angst: Er verbirgt ein Schuldgefühl gegenüber den Eltern. Er verarmt emotional, wird unfähig zu tiefer Liebe für andere Menschen.
3. Einsamkeit: Aus dem Gefühl, vom Vater abgelehnt zu werden, entwickelt sich eine ständige Suche nach Freunden, die aber vergeblich bleibt und durch Anpassung an Kumpel-Gruppen kompensiert wird.
4. sexueller Rollenkonflikt: Einerseits führen Sexualtrieb und Wunsch, geliebt zu werden, schnell zu Partnerschaften, andererseits verhindern Unsicherheit, mangelndes Selbstvertrauen, Prahlerei und cooles Macho-Gehabe eine positive und von Offenheit geprägte Beziehung zur Partnerin, außer wenn sie aus Angst vor Verlust und Selbständigkeit willig die überfürsorgliche, nachgiebige, einseitig altruistische, stets auf Harmonie und Konfliktvertuschung bedachte, sich zur Märtyrerin  stilisierende „Mutterrolle“ übernimmt.
5. Narzissmus: Selbstverliebtheit, Perfektionismus.
6. Chauvinismus: verächtliche sexistische Einstellung.

Anzeichen im Verhalten:
- Kein altersgemäßes Verhalten
- Hang, Hilfe anzunehmen, aber Abneigung gegen die Annahme von Hilfe
- Schwierigkeiten mit längerfristiger Beziehung oder generell damit, eine Beziehung zu halten
- Passiv-aggressives Verhalten als Reaktion auf unplanmäßige Ereignisse
- Wenige bis gar keine Freunde
- Fokussierung auf die eigene Mutter
- Narzisstisches Verhalten
- Sieht Verantwortung immer im Verhalten anderer
- Realitätsverlust im alltäglichen Verhalten und der Denkweise[4]

## Begriffsherkunft
Peter Pan, nach dem Dan Kiley dieses Syndrom benannte, ist Hauptheld einer Anfang des 20. Jahrhunderts vom britischen Autor J. M. Barrie geschaffenen beliebten Kindergeschichte. Diese handelt von der vorübergehenden Freundschaft dreier gewöhnlicher Londoner Kinder mit dem faszinierenden Jungen, der sie in sein traumhaftes Nimmerland lockt, wo sie unvergleichliche Abenteuer erleben, schließlich aber doch vom Heimweh zurückgetrieben werden. Peter Pan, der partout nicht erwachsen werden will, sondern sein Leben in ewigem Spiel verbringt, bleibt einsam zurück.